# Buldhana
Buldhana (auch Buldana) ist eine Stadt im indischen Bundesstaat Maharashtra.

## Lage
Buldhana ist die Hauptstadt des gleichnamigen Distrikts. Die Stadt liegt knapp 90 km westlich von Akola.
Die Stadt ist vom Rang eines Municipal Councils. Sie ist in 27 Wards untergliedert.
Die nationale Fernstraße NH 753A führt vom südlich gelegenen Chikhli nach Buldhana.

## Bevölkerung
Beim Zensus 2011 betrug die Einwohnerzahl 67.431.
59 % der Bevölkerung gehören der Glaubensrichtung des Hinduismus an, 24,7 % sind Muslime, 13,7 % Buddhisten sowie 1,52 % Anhänger des Jainismus.